# Surinaamse parlementsverkiezingen 1908
De Surinaamse parlementsverkiezingen in 1908 vonden plaats in maart van dat jaar. 
Er konden vier leden voor de Koloniale Staten gekozen worden in verband met het periodiek aftreden van A.R. Bueno, T.L. Ellis, R. Fabriek en A. van 't Hoogerhuys.
| Kandidaat            | Stemmen in de eerste ronde | resultaat |
| -------------------- | -------------------------- | --------- |
| A.R. Bueno           | 283                        | gekozen   |
| T.L. Ellis           | 280                        | gekozen   |
| R. Fabriek           | 288                        | gekozen   |
| A. van 't Hoogerhuys | 307                        | gekozen   |
| J.C.P. Ulrich        | 77                         | x         |

Bij deze verkiezingen mochten alleen mannen die aan bepaalde voorwaarden voldeden (censuskiesrecht) stemmen. Bij de eerste ronde waren er 339 geldig uitgebrachte stembiljetten waarbij een kiezer voor meer dan een kandidaat kon stemmen. Er waren vier zetels te verdelen en om in de eerste ronde gekozen te kunnen worden had een kandidaat de stem nodig van meer dan de helft van de geldig uitgebrachte stembiljetten (minstens 170 stemmen). Precies vier kandidaten voldeden aan die voorwaarde zodat er geen tweede ronde nodig was.
Na deze verkiezingen had de Koloniale Staten de volgende dertien leden:
| Naam                         | Gepland jaar van aftreding | Bijzonderheden                                                                               |
| ---------------------------- | -------------------------- | -------------------------------------------------------------------------------------------- |
| I. da Costa                  | 1910                       | voorzitter                                                                                   |
| F.C. Gefken                  | 1912                       | in 1909 overleden en opgevolgd door L.L. Beckeringh van Loenen; tot zijn dood vicevoorzitter |
| D. Coutinho                  | 1910                       |                                                                                              |
| J.A. Dragten                 | 1910                       |                                                                                              |
| R.N.G.M. Bär von Hemmersweil | 1910                       | in 1909 opgevolgd door F. Smith                                                              |
| J.R. Thomson                 | 1910                       |                                                                                              |
| S.B. Bibaz                   | 1912                       |                                                                                              |
| F.C. Curiel                  | 1912                       | vanaf 1909 vicevoorzitter                                                                    |
| R.A. Tammenga                | 1912                       |                                                                                              |
| A.R. Bueno                   | 1914                       |                                                                                              |
| T.L. Ellis                   | 1914                       |                                                                                              |
| R. Fabriek                   | 1914                       |                                                                                              |
| A. van 't Hoogerhuys         | 1914                       | in 1909 opgevolgd door H.J. van Ommeren                                                      |